# センチュリー三田ビル
センチュリー三田ビル（センチュリーみたビル）は、東京都港区三田に所在するビルである。トヨタ不動産が管理している。

## 概要
トヨタ自動車が自動車産業進出時に、当時の法規制で必要とされていた「自動車ホテル」を東京に建設した跡地を利用してトヨタ自動車の東京デザインセンターを入居させる為に東和不動産（現・トヨタ不動産）が建設したビルである。
現住所は東京都港区三田3-11-34。

## 解体
2025年7月から解体開始。

## 入居者
現在は東京デザインセンターの縮小に伴い、トヨタモビリティ東京の三田店など複数の企業が居住している。

### 企業
1F
- 三清社 東京営業所

1F～3F
- トヨタモビリティ東京 三田店、法人部

4F～8F
- 空き

9F
- アイシン 東京第1営業所 東京第2営業所
- アイシン化工 東京営業所
- アイシン・エンジニアリング
- アイシン・インフォテックス 東京本社
- アドヴィックス 東京営業所

10F
- トヨタ不動産 東京支店

### 店舗
1F
- トヨタモビリティ東京 三田店
- ファミリーマート泉岳寺北店